# Santuario (serie de televisión)
Santuario es una serie de televisión por internet española de ciencia ficción y thriller distópico creada y escrita por Manuel Bartual y Carmen Pacheco para Atresplayer, basada en su serie podcast homónima. Está producida por Pokeepsie Films y protagonizada por Aura Garrido y Lucía Guerrero. Tiene previsto su estreno en Atresplayer para el 22 de diciembre de 2024.

## Reparto

### Reparto principal
- Aura Garrido como Valle
- Lucía Guerrero como Pilar

### Reparto secundario
- Jaime Ordóñez como Víctor
- Alba Ribas como Rocío
- Songa Park como Milagros
- Nina Minelli como Almudena
- Melida Molina como Mar
- Joan Sentís como Lago
- Borja Luna como Dani
- Manu Fullola como Bosco
- Juan Viadas como Jaime
- Blanca Valletbó como Esperanza
- Melina Matthews como Silvia
- Godeliv Van Den Brandt como Luna
- Eve Ryan como Asunción

## Capítulos
| N.º | Título                         | Dirigido por           | Escrito por                     | Fecha de lanzamiento original |
| --- | ------------------------------ | ---------------------- | ------------------------------- | ----------------------------- |
| 1   | «Pilar»                        | Rodrigo Ruiz Gallardón | Manuel Bartual y Carmen Pacheco | 22 de diciembre de 2024       |
| 2   | «Amarillo y negro»             | Rodrigo Ruiz Gallardón | Manuel Bartual y Carmen Pacheco | 29 de diciembre de 2024       |
| 3   | «Valle»                        | Rodrigo Ruiz Gallardón | Manuel Bartual y Carmen Pacheco | 5 de enero de 2025            |
| 4   | «Conejo blanco»                | Rodrigo Ruiz Gallardón | Manuel Bartual y Carmen Pacheco | 12 de enero de 2025           |
| 5   | «Auttrac»                      | Rodrigo Ruiz Gallardón | Manuel Bartual y Carmen Pacheco | 19 de enero de 2025           |
| 6   | «Milagro del agua en el polvo» | Zoe Berriatúa          | Manuel Bartual y Carmen Pacheco | 26 de enero de 2025           |
| 7   | «El exterior»                  | Zoe Berriatúa          | Manuel Bartual y Carmen Pacheco | 2 de febrero de 2025          |
| 8   | «Sarum»                        | Zoe Berriatúa          | Manuel Bartual y Carmen Pacheco | 9 de febrero de 2025          |

## Producción
El 21 de septiembre de 2022, durante una rueda de prensa en el Festival Internacional de Cine de San Sebastián para presentar sus próximos proyectos, Atresplayer anunció una adaptación a televisión de la serie podcast Santuario, cuyos creadores, Manuel Bartual y Carmen Pacheco, volverían para crear y escribir. La productora de Álex de la Iglesia y Carolina Bang, Pokeepsie Films, fue confirmada como la productora del proyecto. En noviembre de 2023, el Ayuntamiento de Segovia anunció que la serie había comenzado su rodaje en el edificio del CIDE, La parte del rodaje ambientada en el CIDE concluyó en enero de 2024, y se comentó que los cinco primeros capítulos teniendo lugar íntegramente en el edificio. Ese mismo mes, Atresplayer confirmó el rodaje de la parte exterior de la serie en Segovia y anunció el reparto completo, el cual estaría liderado por Aura Garrido y Lucía Guerrero. Del reparto completo, Garrido y Melina Matthews también participaron en la serie podcast original.

## Lanzamiento y marketing
El 26 de noviembre de 2024, Atresplayer anunció que Santuario se estrenaría en su plataforma el 22 de diciembre de 2024. El 4 de diciembre de 2024, Atresplayer lanzó el tráiler de la serie.